# Jan Zygmunt Skrzynecki
Jan Zygmunt Skrzynecki, en français Jean Sigismond Skrzynecki, né le 2 février 1787 à Żebrak et mort le 12 janvier 1860 à Cracovie, est un officier polonais, qui a été commandant en chef de l'armée du royaume de Pologne pendant l'insurrection de 1830-1831.

## Biographie

### Origines familiales et formation
Issu d'une famille noble (armoiries Bończa), mais modeste, de la région de Siedlce (Żebrak se trouve à 10 km au sud-est de cette ville), en Mazovie, il est le fils de Jean Skrzynecki, qui avait combattu au service de la confédération de Bar (1768-1772). Il a deux sœurs et un frère plus âgé, Joseph.
Jean Skrzynecki naît peu avant les second et troisième partages de la Pologne (1793 et 1795) qui mettent fin à la république des Deux Nations (royaume de Pologne et grand-duché de Lituanie) dont le territoire est entièrement réparti entre la Russie, la Prusse et l'Autriche. À partir de 1795, Siedlce se trouve dans la partie annexée par l'Autriche (Varsovie est sous domination prussienne).
Il passe son enfance à Cergowa, localité du sud de la Pologne, où son père exploite un petit domaine. Il fréquente un collège à Przemyśl, puis fait des études à l'université de Lwów, aussi sous domination autrichienne. Dès cette époque, son frère et lui envisagent de rallier les unités polonaises de la Grande Armée, commandées par Dombrowski.

### Au service de la Grande Armée (1806-1814)
Durant l'automne de 1806, Napoléon est engagé dans la guerre de la Quatrième Coalition contre la Prusse et la Russie. Le 14 octobre, il remporte les victoires d'Iéna et d'Auerstadt ; le 27 octobre, Berlin est occupé par la Grande Armée. La campagne contre la Russie concerne directement la Pologne : parti de Poznań (Posen) le 9 décembre, Napoléon est à Varsovie le 18.
C'est à cette époque que Jean et Joseph Skrzynecki s'engagent comme simples soldats dans une unité polonaise formée depuis peu à Varsovie, le 1er régiment d'infanterie, avec lequel il participe à la campagne contre la Russie, notamment à Pultusk et Golymin (26 décembre 1806), puis à Eylau (8 février 1807).
En 1807, la paix de Tilsit (juillet 1807) rétablit un État polonais sous tutelle française, le duché de Varsovie, dont l'armée est commandée par le prince Joseph Poniatowski, gouverneur (au nom du roi de Prusse) de Varsovie rallié à Napoléon.
En 1809, Skrzynecki, devenu sous-officier, participe en 1809 à la guerre de la Cinquième coalition contre l'Autriche, marquée par la bataille de Wagram. En Pologne, les Autrichiens sont vaincus lors de la bataille de Raszyn (19 avril 1809). Skrzynecki est alors promu lieutenant (il reçoit aussi la croix de chevalier de l'ordre de Virtuti Militari). Il est pendant quelques mois aide de camp du général Dombrowski, puis est promu capitaine et affecté au 16e Régiment d'infanterie.
Il participe à la campagne puis à la retraite de Russie en 1812. Il devient commandant au début de 1813. À la bataille de Leipzig (15 octobre 1813), l'empereur remarque son audace. En 1814, lors de la bataille d'Arcis-sur-Aube (20 mars), Napoléon menacé par une charge de cavalerie trouve refuge au milieu de l'unité de Skrzynecki, ce qui vaut à celui-ci la réputation d'avoir sauvé l'empereur de la mort ou de la captivité.
Après l'abdication de Napoléon (avril 1814), puis la transformation par le congrès de Vienne du duché de Varsovie en royaume attribué au tsar Alexandre, « roi de Pologne » (acte final du 9 juin 1815), Skrzynecki se rallie à cette solution, comme beaucoup d'autres officiers polonais de la Grande Armée.

### La période du royaume de Pologne (1815-1830)
Rentré en 1815, il obtient le grade de lieutenant-colonel dans l'armée du royaume de Pologne, dont le commandant en chef est le grand-duc Constantin, frère du tsar. En 1818, il prend le commandement du 8e Régiment d'infanterie et est promu colonel en octobre 1820.
En 1824, il fait partie du tribunal militaire chargé de juger Walerian Łukasiński et d'autres membres de la Société patriotique. Seul juge favorable à l'acquittement de l'accusé, il se rétracte sous la pression de Constantin et accepte de signer la condamnation de Lukasinski à 9 ans de travaux forcés.
En juin 1829, il reçoit la croix de l'ordre de Sainte Anne de seconde classe et en 1830 la marque d'honneur pour 20 ans de service.
Durant cette période de paix, il adopte le mode de vie de l'aristocratie libérale : abonné à la presse anglaise et française, il lit des ouvrages de philosophie et de religion. Il est membre de la loge maçonnique des Frères Unis.
En février 1822, il épouse Amelia Skrzynska (1799-1876), qui lui donnera deux filles : Jadwiga et Zofia.

### Les débuts de l'insurrection polonaise de 1830-1831
L'insurrection du royaume de Pologne contre le tsar Nicolas; successeur d'Alexandre, commence le 29 novembre 1830. Un gouvernement provisoire, incluant le général Chlopicki, est installé le 3 décembre. Les négociations avec le tsar échouent, Nicolas exigeant une reddition sans conditions. Le 25 janvier, la diète le destitue du trône de Pologne, proclamant ainsi l'indépendance du royaume, et instaure le Gouvernement national, présidé par le prince Adam Czartoryski. L'offensive russe (général Diebitsch) commence le 4 février.
Le 3 décembre 1830, à la demande de Chłopicki, Skrzynecki fait entrer son régiment dans Varsovie pour soutenir le gouvernement. À la mi-décembre, il part pour Zegrze, au nord de la capitale, afin de déployer ses troupes pour protéger les voies de communication.
Le 3 février 1831, alors que la guerre est sur le point de commencer, il est promu général de brigade et prend le commandement de la 3e division d'infanterie. Il se distingue lors des batailles de Dobre (17 février) et de Grochów (25 février), au cours de laquelle il supplée le général Chlopicki blessé ; à la suite de cette bataille, il est nommé (26 février) commandant en chef à la place de Michel Radziwill. Mais il ne va pas se montrer à la hauteur de cette responsabilité.

### Commandant en chef de l'armée polonaise (25 février-10 août 1831)

#### Premières mesures
Skrzynecki commence par s'entourer de ses fidèles : Wojciech Chrzanowski est promu chef d'état-major, tandis qu'Ignacy Prądzyński (en) est nommé conseiller. Il place des officiers disciplinés : Maciej Rybiński, Antoni Giełgud, Kazimierz Małachowski et Henryk Milberg à la tête des divisions.
Il réorganise la structure de l'armée polonaise dont la force en mars 1831 est estimée à 70 000 soldats.
Cependant, il ne croit pas au succès du soulèvement face à la puissance de l'armée russe. Sans l'autorisation du gouvernement national, outrepassant ses pouvoirs, il tente même de négocier[réf. nécessaire] avec Ivan Diebitsch, mais ces négociations sont rapidement rompues par la partie russe.

#### Les opérations militaires d'avril-mai
Le mois de mars 1831 est une période sans engagements militaires notables, sauf le dernier jour. Diebitsch attend des renforts, l'armée russe opérationnelle étant réduite à 67 000 hommes au début du mois. Vers la fin du mois, une insurrection éclate dans l'ancien grand-duché de Lituanie (annexé par la Russie), ce qui affaiblit les communications russes. Sous la pression du tsar, Diebitsch accepte de lancer une nouvelle offensive au début d'avril et engage des préparatifs pour traverser la Vistule au sud de Varsovie.
Pradzynski propose alors d'attaquer le VIe Corps (général Rozen) établi non loin de Varsovie, puis le gros de l'armée russe. Les troupes polonaises traversent la Vistule dans la nuit du 30 au 31 mars et affrontent les Russes à Dębe Wielkie ; les Russes subissent de lourdes pertes et leurs positions sont démantelées. Mais les poursuites sont suspendues pendant une semaine, par suite de l'indécision de Skrzynecki, avant qu'une attaque soit lancée vers Siedlce, laissant à Diebitsch le temps de revenir vers cette ville. Le 10 avril, Pradzynski l'emporte à Iganie (2 km à l'ouest de Siedlce), mais le commandant en chef lui ordonne de renoncer à attaquer la ville et de se replier sur une position défensive.
L'armée polonaise subit ensuite plusieurs revers : le général Sierakowski est battu à Wronow et Kazimierz Dolny ; le général Dwernicki, envoyé en Volhynie en mars pour susciter une insurrection, est contraint fin avril de se réfugier en Autriche où son corps (4 000 hommes) est désarmé et interné ; le général Chrzanowski, envoyé à son secours avec 6 000 hommes, décide de rester à Zamość après avoir pris connaissance de la situation.

#### Labataille d'Ostrołęka(26 mai)
Sous la pression du pouvoir politique soucieux du moral de la population et de l'armée, Skrzynecki décide alors une attaque de la Garde impériale stationnée au nord-est de Varsovie, entre Łomża et Ostrołęka (ou Ostrolenka), 25 000 hommes commandés par le grand-duc Michel.
Le 14 mai, 44 000 Polonais sont rassemblés à Serock, au nord de Varsovie, puis envoyés contre le grand-duc en suivant la Narew. La Garde évacue Ostrolenka, qui est prise le 24 par les Polonais. Mais le 26 au matin, ils se trouvent face à l'armée russe de Diebitsch remontée de Siedlce. Passés sur la rive gauche de la rivière, ils vont livrer un combat acharné pour empêcher le passage des Russes. Le soir, Skrzynecki décide d'abandonner la position et de revenir à Varsovie. Les Russes, qui ont subi des pertes considérables, ne font pas grand-chose pour empêcher cette retraite.
Les pertes sont aussi élevées du côté polonais. De l'aveu du général Skrzynecki, 5 000 hommes sont hors de combat, parmi lesquels des généraux ainsi que 30 officiers d'état-major et 125 de grades inférieurs.
Au total, cette bataille est une défaite pour l'armée polonaise, qui est revenue à son point de départ. Malgré tout, elle compte encore 80 000 hommes au début du mois de juin.

#### Suites de l'échec d'Ostrołęka
Diebitsch commence par s'établir à Pultusk, plus près de Varsovie (30 km), envisageant d'attaquer Varsovie du nord. Mais il meurt le 10 juin.
Durant cette phase défavorable à l'armée russe, Skrzynecki ordonne l'attaque des corps commandés par les généraux Kreutz et Rüdiger. La première attaque (général Bukowski) échoue, les Russes refusant le combat. La seconde (général Jankowski) réussit à encercler Rüdiger à Łysobyki (19 juin), mais recevant un ordre de rentrer à Varsovie, Jankowski y obéit immédiatement au lieu de terminer son attaque. Bukowski et Jankowski sont arrêtés à leur retour et emprisonnés au château de Varsovie.
Un autre revers concerne l'expédition du général Gielgud en Lituanie, où il a été envoyé en juin avec 12 000 hommes pour soutenir l'insurrection. Mais, vers le 15 juillet, Gielgud et 8 000 hommes se trouvent contraints de se réfugier en Prusse, où ils sont internés ; une unité de 4 000 hommes (général Dembinski) réussit à rentrer à Varsovie.
Du côté russe, Diebitsch est remplacé par Ivan Paskevitch, qui prend le commandement effectif le 26 juin.

#### L'offensive russe de juillet et la chute de Skrzynecki
Paskevitch décide d'abord de s'éloigner de Varsovie pour traverser la Vistule et revenir par l'ouest. Le mouvement tournant commence le 4 juillet ; la traversée du fleuve a lieu le 21 juillet, sans intervention polonaise, près de Toruń. Par ailleurs, le général Rüdiger traverse la Vistule à Józefów, au sud de Varsovie.
Le 1er août, Skrzynecki réagit enfin et établit une ligne de défense à Sochaczew et sur la Bzura, à 35 km à l'ouest de Varsovie. Mais cela semble insuffisant aux gouvernement qui envoie une commission d'enquête à l'état-major, installé à Bolimów. Après avoir interrogé une soixantaine d'officiers, les commissaires relèvent Skrzynecki de son commandement (10 août) et nomment à sa place le général Dembinski, qui ne se montre d'ailleurs pas plus efficace. Les Russes arrivent le 18 août aux abords de Varsovie, qui est le 6 septembre et capitule le 8.
Skrzynecki, qui se sent menacé alors que les généraux Bukowski et Jankowski, ainsi que de nombreux suspects d'espionnage et de trahison, ont été pendus dans leur prison lors des émeutes du 15 août à Varsovie, quitte clandestinement l'armée le 17 août et se cache, d'abord à Varsovie. Le 8 septembre, il quitte la capitale sous un déguisement et gagne la ville libre de Cracovie, où il passe quelques jours sous un faux nom avant de franchir la frontière autrichienne le 22 septembre.

### L'exil
Varsovie est prise par les Russes le 8 septembre et les derniers combats ont lieu en octobre. De nombreux Polonais partent en exil afin d'échapper à la répression russe : c'est la Grande Émigration, principalement en France, mais aussi en Belgique et en Grande-Bretagne.

#### La liberté surveillée en Autriche (1831-1839)
Arrivé en Autriche, Skrzynecki est d'abord interné à Linz. En 1832, il obtient l'autorisation de séjourner dans les stations thermales de Karlovy Vary (Carlsbad) et de Teplice, puis de s'installer à Prague, où il reste sous la surveillance de la police. Il vit modestement, mais est toujours abonné à la presse française. C'est là qu'il rencontre l'écrivain Charles de Montalembert, avec qui il se lie d'amitié et entretiendra une correspondance jusqu'à la fin de ses jours.
En 1834, il est condamné à mort par les autorités russes pour sa participation à l'insurrection.

#### Au service de la Belgique (1839-1848)
Grâce aux efforts diplomatiques de Montalembert, le roi Léopold Ier promulgue en novembre 1838 un décret permettant à Skrzynecki d'entrer dans l'armée belge. Skrzynecki quitte Prague clandestinement avec l'aide du parti du prince Czartoryski. Le 13 janvier 1839, il sort de la ville en tant que serviteur d'un certain Herman Bach, qui en réalité est Ludwik Bystrzonowski, un proche du prince. Via Dresde, Leipzig et Hambourg, il parvient à Londres, où il rencontre Adam Czartoryski. Puis il se rend à Bruxelles, où, le 1er février, il intègre l'armée belge, presque tout de suite promu général de division.
L'évasion de Skrzynecki de Prague provoque quelques remous diplomatiques. Le chancelier Metternich l'accuse de déloyauté, attendu qu'il avait juré de ne pas quitter le territoire autrichien. Mais selon Skrzynecki, il avait seulement juré de renoncer à toute activité politique en Autriche. Son extradition est cependant demandée, mais le Premier ministre belge Barthélémy de Theux la refuse, ce qui entraîne une (courte) rupture des relations diplomatiques de la Belgique avec l'Autriche et la Prusse. Finalement, les autorités autrichiennes autorisent le départ du reste de la famille Skrzynecki.
Dans les années 1840, Skrzynecki est commandant en chef de l'armée belge, jusqu'en octobre 1848, après quoi il se retire avec une pension de 7 560 francs par an.

### Le retour en Pologne: Cracovie
Dès 1850, son épouse s'installe à Cracovie, annexée par l'Autriche depuis 1846.
Skrzynecki attend l'année 1857 pour faire de même.
Il meurt 3 ans plus tard. Il est d'abord inhumé dans le cimetière Rakowicki de Cracovie, puis, en 1865, ses restes sont transférés dans une chapelle de l'église de la Sainte Trinité, où est érigé un monument funéraire en son honneur.